# Léo Seydoux
Léo Seydoux (Riaz, 16 marzo 1998) è un calciatore svizzero, difensore del Neuchâtel Xamax.

## Caratteristiche tecniche
È un terzino destro.

## Carriera

### Club
Cresciuto nel settore giovanile dello Young Boys, ha esordito in prima squadra il 26 settembre 2019 disputando l'incontro di Super League vinto 2-0 contro il San Gallo.
Il 2 luglio 2019 è stato ceduto in prestito annuale al Neuchâtel Xamax.

### Nazionale
Ha giocato nelle nazionali giovanili svizzere Under-17, Under-18, Under-19, Under-20 ed Under-21.

## Statistiche

### Presenze e reti nei club
Statistiche aggiornate al 27 agosto 2020.
| Stagione        | Squadra         | Campionato      | Campionato | Campionato | Coppe nazionali | Coppe nazionali | Coppe nazionali | Coppe continentali | Coppe continentali | Coppe continentali | Altre coppe | Altre coppe | Altre coppe | Totale | Totale | Totale |
| Stagione        | Squadra         | Comp            | Pres       | Reti       | Comp            | Pres            | Reti            | Comp               | Pres               | Reti               | Comp        | Pres        | Reti        | Pres   | Reti   |        |
| --------------- | --------------- | --------------- | ---------- | ---------- | --------------- | --------------- | --------------- | ------------------ | ------------------ | ------------------ | ----------- | ----------- | ----------- | ------ | ------ | ------ |
| 2018-2019       | Young Boys      | SL              | 3          | 0          | CS              | 0               | 0               | UCL                | 0                  | 0                  | -           | -           | -           | 3      | 0      |        |
| 2019-2020       | Neuchâtel Xamax | SL              | 35         | 0          | CS              | 3               | 0               | -                  | -                  | -                  | -           | -           | -           | 38     | 0      |        |
| 2020-2021       | Westerlo        | D2              | 12         | 0          | CB              | 1               | 0               | -                  | -                  | -                  | -           | -           | -           | 13     | 0      |        |
| Totale carriera | Totale carriera | Totale carriera | 50         | 0          |                 | 4               | 0               |                    | 0                  | 0                  |             | -           | -           | 54     | 0      |        |

## Palmarès

### Club

#### Competizioni nazionali
- Campionato svizzero: 1

Young Boys: 2018-2019
- Division 1B: 1

Westerlo: 2021-2022